# Complètement marteau
Complètement marteau était une émission de télévision québécoise sous forme de magazine de rénovation et d'entretien domiciliaire, diffusé du 4 septembre 1994 au 9 juillet 2000 sur le réseau TVA.
Le magazine donnait au téléspectateur un regard sur les rénovations à apporter aux maisons  pour aider les propriétaires comme les locataires à rénover et entretenir leurs résidences.

## Description
Le magazine était animé par Yves Mondoux accompagné d'un collaborateur pour la rénovation.
Une maison était utilisé pour une saison complète, pour y faire et présenter toutes sortes de rénovations en donnant aussi des trucs et conseils.